# Barclay (New Jersey)
Barclay – jednostka osadnicza w Stanach Zjednoczonych, w stanie New Jersey, w hrabstwie Camden.